# Вулиця Івана Франка (Київ, Шевченківський район)
Ву́лиця Іва́на Франка́ — вулиця в Шевченківському районі міста Києва, місцевість Афанасівський яр. Пролягає від вулиці Ярославів Вал до бульвару Тараса Шевченка.
Прилучаються вулиці В'ячеслава Липинського, Богдана Хмельницького і Ботанічна площа.

## Історія
Вулиця виникла в 2-й половині XIX століття, утворившись з двох вулиці — Афанасіївської між сучасними вулицями Ярославів Вал та Богдана Хмельницького) та Несторівської (між сучасними вулицями Богдана Хмельницького та бульваром Тараса Шевченка). Афанасіївська вулиця вперше згадується в 1855 році, назва її походила від Афанасіївського (Святославського) яру, по засипаній частині якого прокладено вулицю. Назву Несторівська (рос. Несторовская), на честь Нестора-літописця, вулиця отримала у 1869 році, однак в офіційних документах ще починаючи з 1880-х років вулиця також використовувалася назва Нестерівська (рос. Нестеровская). У 1889 році обидві вулиці було об'єднано під спільною назвою Нестерівська.
У 1926 році у зв'язку з 10-річчям смерті поета та письменника Івана Франка отримала назву вулиця імені Івана Франка. Сучасна уточнена назва — з 1944 року.

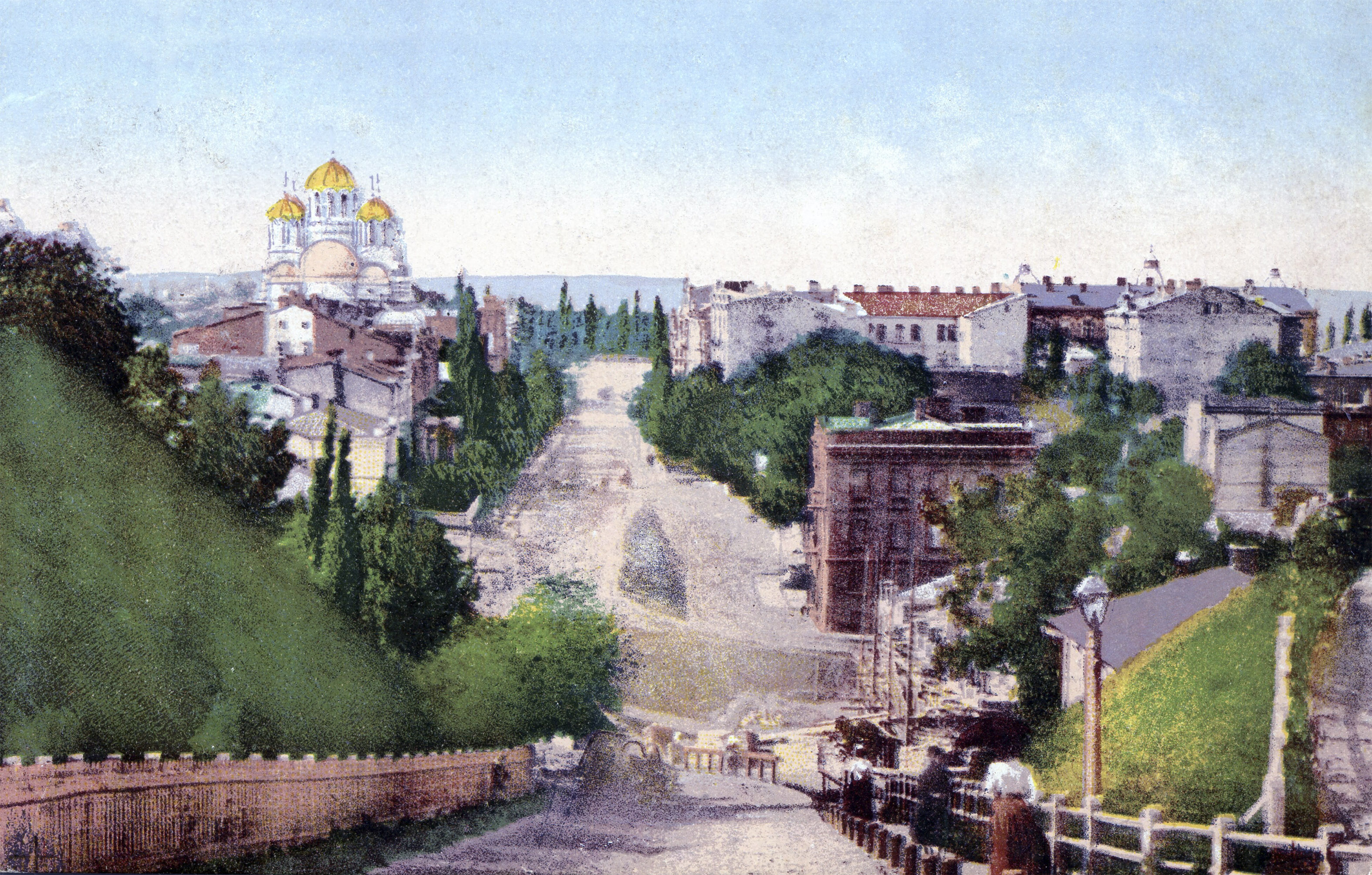
Нестерівська вулиця, 1890
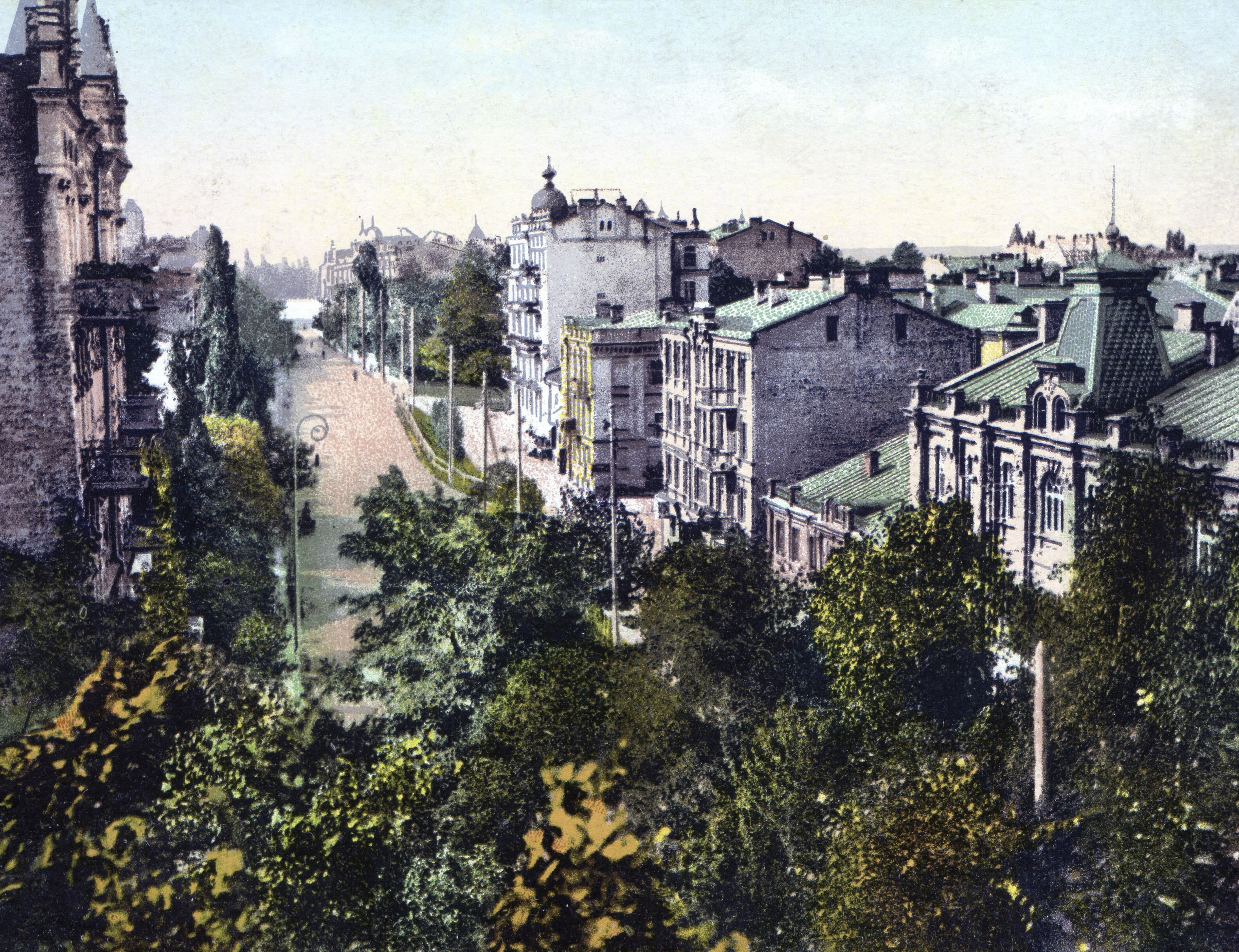
Нестерівська вулиця, 1902
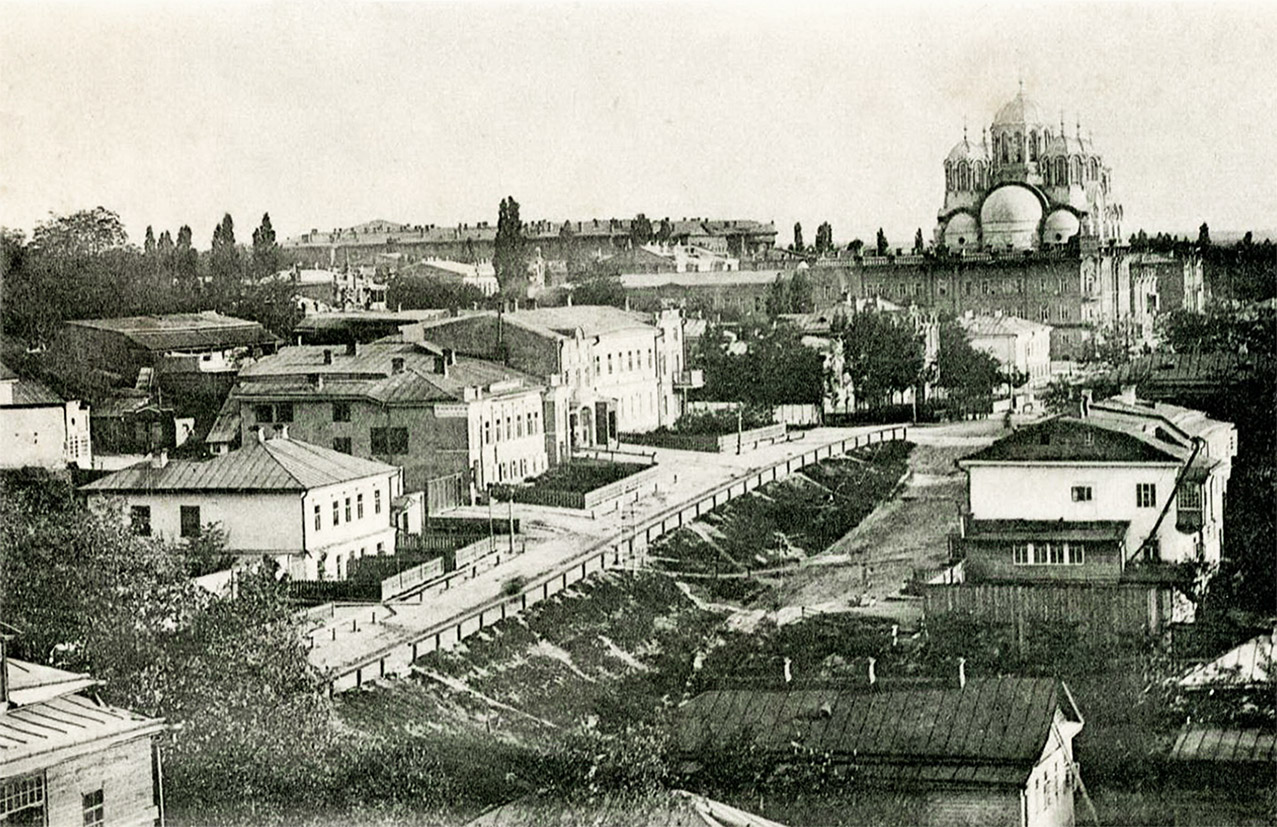
Краєвид на Володимирський собор, 1890
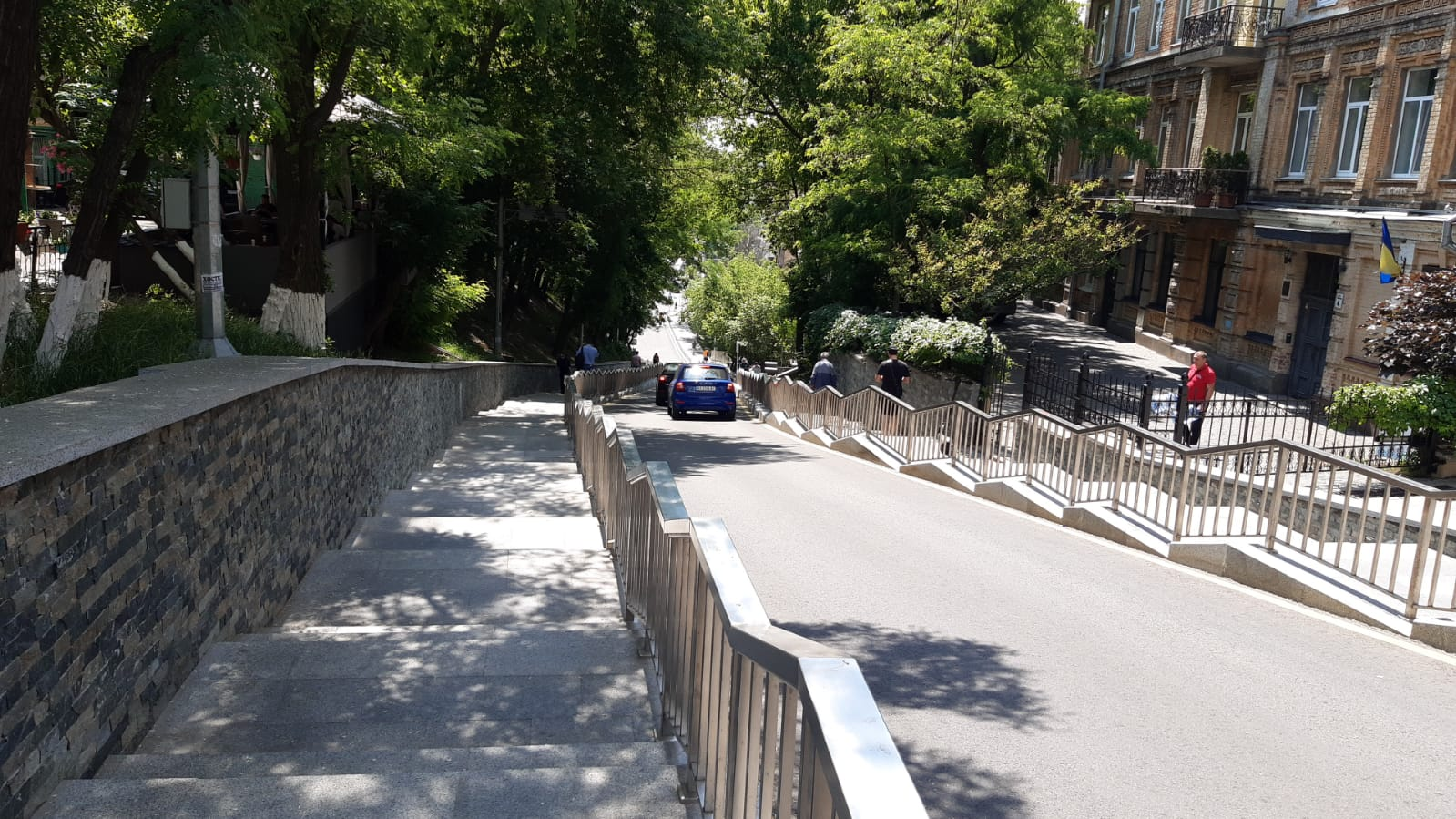
Спуск з боку Ярославового Валу, 2023

## Будинки, що мають історичну та архітектурну цінність, пам'ятки архітектури
- № 4 (особняк; 1897, арх. Андрій-Фердинанд Краусс);
- № 19 (прибутковий будинок; кінець XIX — початок XX століття);
- № 28 (особняк; кінець XIX століття);
- № 42 (житловий будинок).

Будинки № 1, 5, 6, 9, 11, 12, 13, 15, 16, 17, 18, 20, 22, 26 («будинок Замкова»), 29, 31, 33, 34, 36, 38, 40, 42, 44, 46 споруджені в 2-й половині XIX — 1-й третині XX століття.

## Персоналії
Будинок № 4 належав сестрі відомого вченого Миколи Кащенка та письменника Андріяна Кащенка.
У будинку № 18 в 1904–1913 роках мешкав композитор Богуміл Воячек.
У будинку № 26 на початку XX століття мешкав Отто Шмідт.
У будинку № 31 мешкав академік Володимир Іконніков.
У будинку № 33 мешкали інженер-мостобудівник Микола Бєлелюбський та в 1918–1919 роках — письменник Костянтин Паустовський.
У будинку на території сучасної садиби № 19 у 1880–1882 роках містилася рисувальна школа Миколи Мурашка.

## Установи та заклади
- № 19 — Міністерство культури України
- № 33 — Посольство Австрійської Республіки в Україні
- № 34 — Посольство Королівства Швеція в Україні

## Забудова

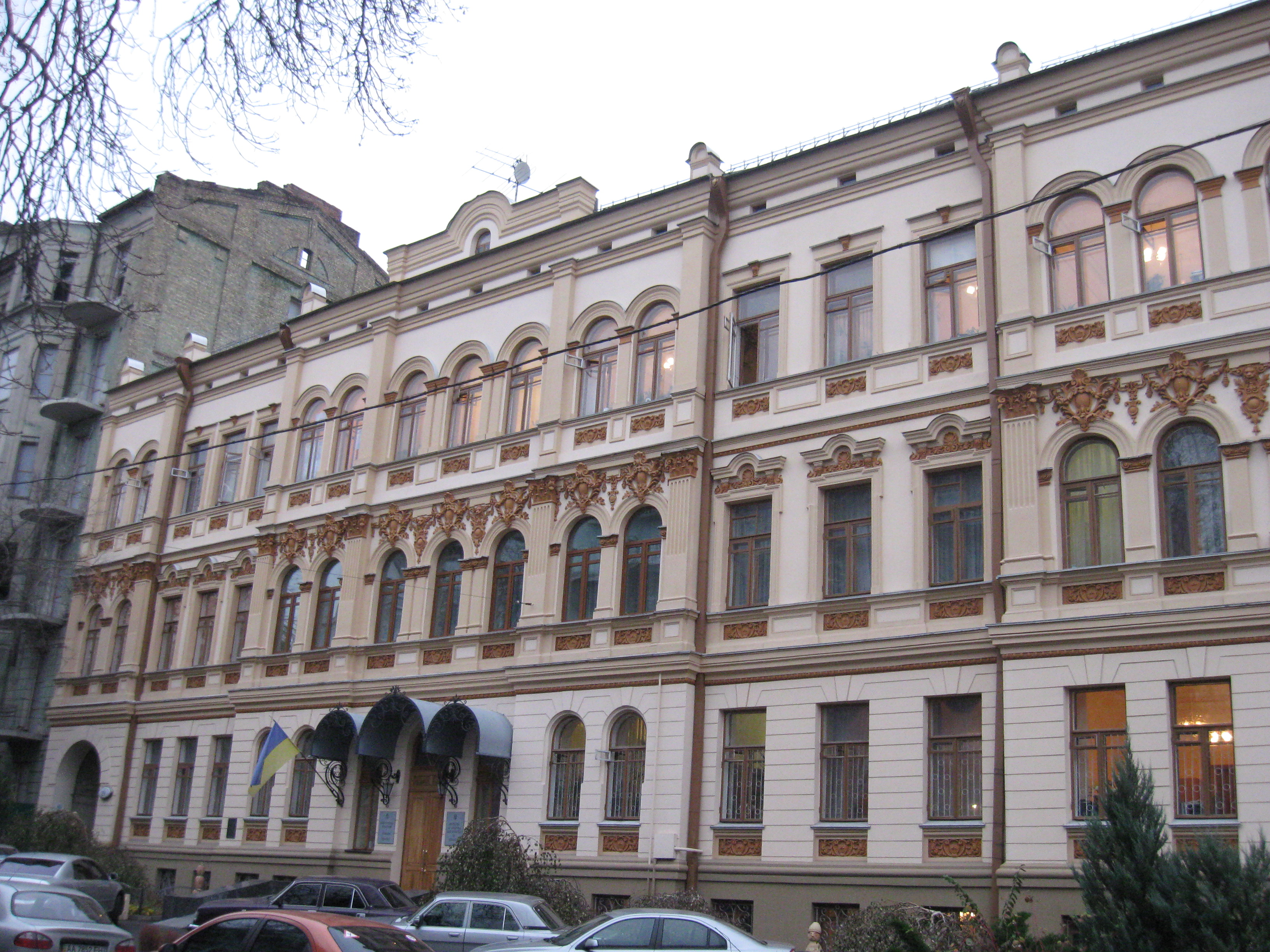
Будівля Міністерства культури і туризму України
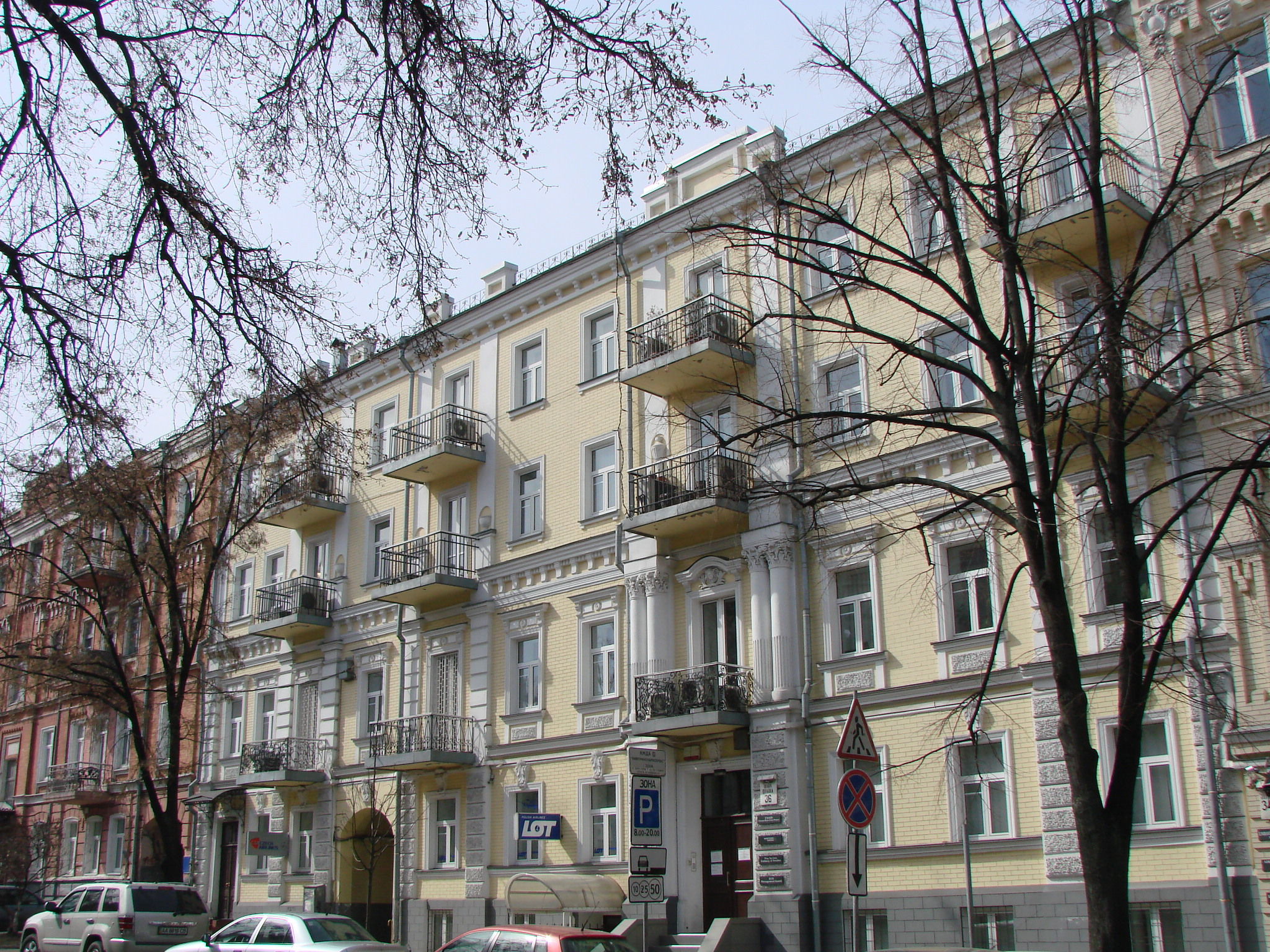
Будинок № 36
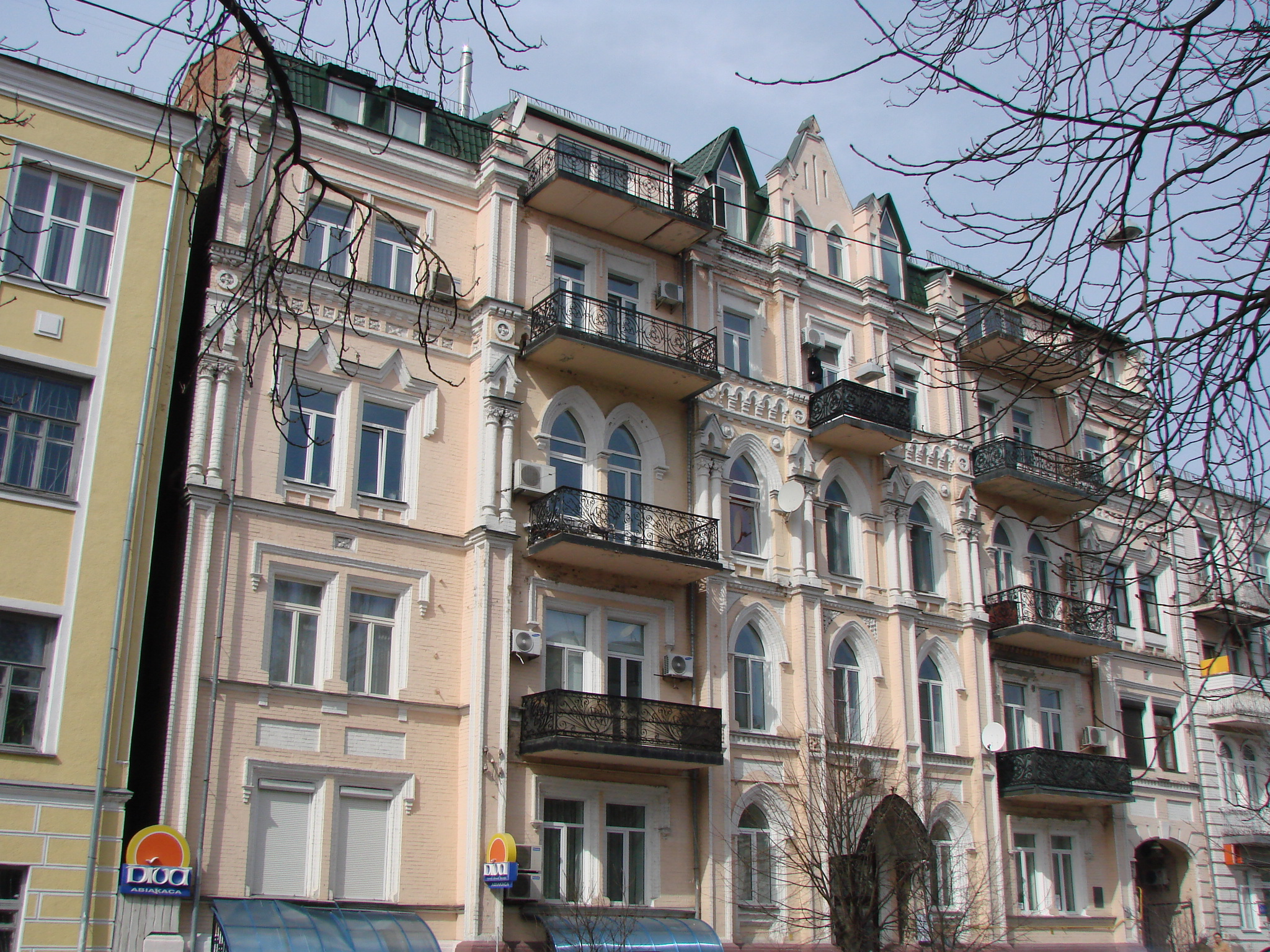
Будинок № 42